# Alebra wahlbergi
Alebra wahlbergi är en insektsart som först beskrevs av Karl Henrik Boheman 1845.  Alebra wahlbergi ingår i släktet Alebra och familjen dvärgstritar. Arten är reproducerande i Sverige. Inga underarter finns listade i Catalogue of Life.

## Bildgalleri

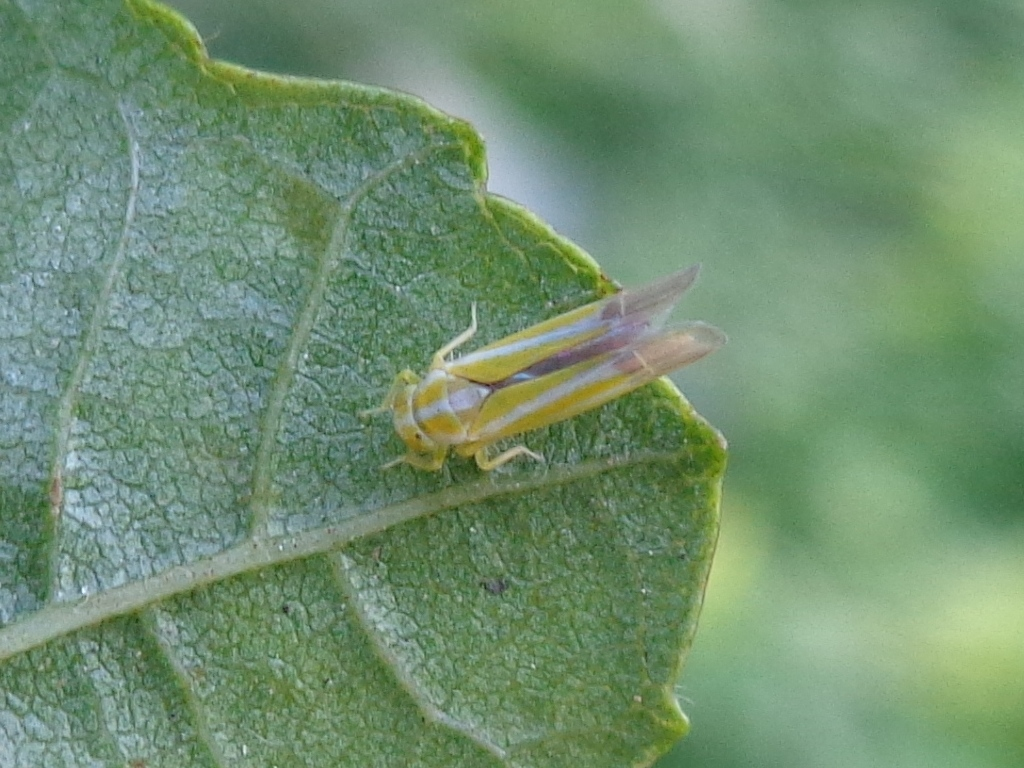